# Atodrapetis infrapratula
Atodrapetis infrapratula är en tvåvingeart som beskrevs av Adrian R.Plant 1997. Atodrapetis infrapratula ingår i släktet Atodrapetis och familjen puckeldansflugor. Inga underarter finns listade i Catalogue of Life.